# Chotum
Chotum es un pueblo de Polonia, en Mazovia.  Se encuentra en el distrito (Gmina) de Ciechanów, perteneciente al condado (Powiat) de Ciechanów. Se encuentra aproximadamente a 12 km al oeste de Ciechanów, y a 83 km  al noroeste de Varsovia. Su población es de 3 habitantes.
Entre 1975 y 1998 perteneció al voivodato de Ciechanów.